# Microsoft Access
Microsoft Access är en databashanterare från Microsoft som kombinerar relationsdatabasen Access Database Engine (ACE, tidigare kallad Jet Database Engine) med ett grafiskt användargränssnitt och mjukvaruutvecklingsverktyg. Det är en del av i Microsoft 365-programsviten, och ingår i Microsoft Office Professional.
Microsoft Access kan lagra data i sitt eget format baserat på Access Database Engine (tidigare Jet Database Engine). Den kan emellertid också importera eller länka direkt till data som lagras i andra applikationer och databashanterare, till exempel  Microsoft SQL Server. På så vis kan Microsoft Access användas som en renodlad "front-end" för ett program medan en annan databashanterare fungerar som "back-end". Detta är ett sätt att snabbt utveckla formulär och rapporter mot en databas utan att vara begränsad av begränsningarna hos Access inbyggda databasmotor.

## Historik
I mitten på 1980-talet ville Microsoft utvidga sin produktlinje med en databashanterare. Microsoft köpte därför upp en produkt som hette Rbase, utvecklat av företaget Microrim. Microsoft ville att Microrim skulle slås ihop med Microsoft mot att Microrim fick 25% av Microsofts aktier. Microrim krävde dock 30% och affären gick i stöpet. 
Microsoft köpte istället över Microrims utvecklare och satte dem att utveckla en databashanterare kallad Omega. Den var tänkt att konkurrera med dBase från Foxsoftware fast skulle köras på Windows-plattform. Foxsoftware köptes upp av Microsoft 1992, bara några månader innan Access släpptes.
Omega var Microsofts första databas. Den blev dock aldrig vad man tänkt och vid en kodgenomgång runt 1989 beslöt Bill Gates att projektet skulle läggas ner. Dock var han imponerad av scriptmotorn och beslöt att en del av den gamla utvecklingsavdelningen på Omega skulle fortsätta att jobba med denna. Detta utvecklingsteam kom att utveckla det som senare skulle bli VB och i maj 1991 kom Microsoft Visual Basic ut på marknaden.
Resten av utvecklingsavdelningen kom att jobba med en ny databashanterare och använde dels en betaversion av VB-kärnan som den andra avdelningen tagit fram samt en del gammal kod från Omega. Detta projekt, med arbetsnamnet Cirrus, var tänkt att bli Microsofts enda databasmotor och var tänkt att användas i Microsoft SQL Server, Exchange och andra produkter. 
När produkten väl var färdig fanns det dock andra bättre system på marknaden. JET-motorn (som Cirrus nu kallades) kom endast att användas i Microsoft Access (Version 2 fungerade även med Visual Basic). JET-motorn var egentligen aldrig tillräckligt bra för mer storskaliga lösningar.
Med tiden blev dock Windows en stor plattform för olika applikationer. Efter att Windows 3.0 hade släppts med sin avsevärt förbättrade minneshantering gentemot tidigare versioner av Windows fanns förutom alla tredjepartstillverkares program även Microsofts egna. Som exempel kom Microsoft Word for DOS redan 1983, Excel och PowerPoint släpptes 1987, även de ursprungligen utvecklade av andra företag och på Comdexmässan i november 1992 släpptes till slut "Microsoft Access databas för Windows".